# Nikola Selaković
Nikola Selaković, cyr. Никола Селаковић (ur. 30 kwietnia 1983 w miejscowości Titovo Užice) – serbski polityk i prawnik, minister sprawiedliwości (2012–2016), minister spraw zagranicznych (2020–2022), minister pracy, zatrudnienia, spraw społecznych i weteranów (2022–2024), minister kultury (od 2024).

## Życiorys
Ukończył studia na Wydziale Prawa Uniwersytetu w Belgradzie. Pozostał na uczelni jako asystent, podjął również studia doktoranckie.
W 2008 przystąpił do Serbskiej Partii Postępowej, został członkiem komitetu wykonawczego ugrupowania oraz przewodniczącym jej komisji prawnej. W wyborach w 2012 kandydował z jej listy do Zgromadzenia Narodowego. W tym samym roku z rekomendacji SNS wszedł w skład koalicyjnego rządu Ivicy Dačicia jako minister sprawiedliwości i administracji publicznej. 27 kwietnia 2014 ponownie objął stanowisko ministra sprawiedliwości w rządzie Aleksandara Vučicia. Funkcję tę pełnił do sierpnia 2016.
W 2017 powołany na sekretarza generalnego administracji nowo wybranego prezydenta Aleksandara Vučicia. W październiku 2020 powrócił na funkcję ministra – w utworzonym wówczas drugim gabinecie Any Brnabić został nominowany na ministra spraw zagranicznych. W październiku 2022 w jej trzecim gabinecie przeszedł na stanowisko ministra pracy, zatrudnienia, spraw społecznych i weteranów.
Przed wyborami parlamentarnymi w 2023 otrzymał wysokie miejsce na liście koalicji skupionej wokół SNS; w wyniku głosowania uzyskał mandat deputowanego. W maju 2024 powołany na urząd ministra kultury w rządzie Miloša Vučevicia. Utrzymał tę funkcję ministerialną także w powołanym w kwietniu 2025 gabinecie Đura Macuta.